# Gaggio (Marcon)
Gaggio è una frazione del comune di Marcon, in provincia di Venezia.

## Geografia fisica
L'abitato sorge ad est del capoluogo, al di là dell'autostrada A57. Il nucleo originale, cui si sono aggiunte diverse aree di recente urbanizzazione, si è sviluppato lungo l'attuale via Mattei, vecchio prolungamento di via Alta.
L'assetto del territorio, del tutto pianeggiante, è in parte il risultato delle opere di bonifica che si sono avvicendate nel corso dei secoli sino ai primi del Novecento. Fiume principale è lo Zero, che scorre a nord, mentre a sud si snoda la Fossa Storta.

## Storia
Il toponimo deriva da un termine di origine longobarda che significava "boscaglia", in riferimento alle vaste selve di roveri che hanno resistito sino ai primi decenni del Novecento. Il primo riferimento scritto compare in un diploma imperiale del 994. Anticamente, in località Pojan sorgeva la pieve di San Cassiano.
Sotto la Serenissima, Gaggio ha rappresentato l'estremità orientale della podesteria di Mestre, ed anzi era in parte dipendente dalla limitrofa podesteria di Torcello. L'area si distinse per secoli come un territorio vasto con abitazioni sparpagliate, a contatto con la laguna Veneta e per questo paludoso e malarico.
Alla fine degli anni venti la gente di Gaggio era ancora composta perlopiù da contadini estremamente poveri. I terreni erano proprietà di poche famiglie, tra i quali spiccano i conti Brandolin (in località Pojan), i conti Malvolti (a Zuccarello) e i Veronese (a Volpera). Da questo periodo la situazione tese a migliorare gradualmente: le ultime bonifiche vengono ultimate e la richiesta di manodopera agricola favorisce l'immigrazione. Di conseguenza, il centro si evolse con ristrutturazioni e ricostruzioni. Nell'area orientale venne addirittura a formarsi una nuova frazione, San Liberale, con autonomia parrocchiale dal 1953.
Dall'inizio degli anni sessanta il paese conosce anche l'avvento dell'industria con la nascita del primo embrione di quella che diverrà poi la grande area commerciale a sud.

## Monumenti e luoghi d'interesse

### Chiesa di San Bartolomeo
La parrocchiale del paese è di origine antica ma l'impianto attuale risale al Settecento (l'ultima consacrazione è del 1778). Sul presbiterio sta il coro in noce e, al centro, l'altare cinquecentesco in marmo intarsiato. Tra le opere d'arte, spiccano una tela di Francesco Bissolo raffigurante il patrono e una di Giovan Battista Langetti con il martirio del medesimo santo.
Il campanile è del 1921. Fino al 1941 resisteva la torre originale, demolita perché pericolante.

## Economia
A sud del paese ha sede una vasta area industriale-commerciale tuttora in espansione.

## Infrastrutture e trasporti

### Strade
Il percorso via Mattei-viale don Sturzo è classificato come SP 40 "Favaro-Quarto d'Altino".
Come già accennato, per Gaggio transita l'autostrada A57 (la tangenziale di Mestre) con un'uscita denominata "Marcon". Poco oltre i confini comunali, a nord, passa l'autostrada A4.

### Ferrovie
Subito ad est della frazione transita la ferrovia Venezia-Trieste. Fino al dicembre 2008 era attiva la stazione di Gaggio, poco distante dal centro; è stata soppressa in favore della nuova stazione di Gaggio Porta Est, realizzata in prossimità della zona commerciale, più a sud.